# Mount Rhone
Mount Rhone är ett berg i Antarktis. Det ligger i Östantarktis. Australien gör anspråk på området. Toppen på Mount Rhone är 2 020 meter över havet.
Terrängen runt Mount Rhone är bergig åt nordost, men åt sydväst är den kuperad. Trakten är obefolkad. Det finns inga samhällen i närheten.